# Complexul Geologic Racoșul de Jos
Complexul Geologic Racoșul de Jos este o arie protejată de intres național ce corespunde categoriei a IV-a IUCN (rezervație naturală de tip geologic) situată în județul Brașov, pe teritoriul administrativ al comunei Racoș.

## Localizare
Aria naturală cu o suprafață de 95 hectare se află în partea sud-estică a Transilvaniei (în zona de contact a Munților Baraoltului și Harghitei cu Munții Perșani) și cea nord-estică a județului Brașov, în imediata apropiere a drumului județean (DJ131A) care leagă satul Mateiaș de Augustin.

## Descriere
Rezervația naturală a fost declarată arie protejată prin Hotărârea de Guvern Nr.1581 din 8 decembrie 2005, publicată în Monitorul Oficial al României Nr.24 din 11 ianuarie 2006 (privind instituirea regimului de arie naturală pentru noi zone) și reprezintă o arie naturală în a cărei perimetru se află formațiuni bazaltice (forme spectaculoase și diversificate: tufuri vulcanice, lapili, lave și scorii vulcanice; rezultate în urma unor activități de erupții intense) atribuite Cuaternarului. 
Complexul Geologic Racoșul de Jos se suprapune sitului Natura 2000 - Dealul Homoroadelor.